# Arcade d'Arsinoé
Pour les articles homonymes, voir Arcade.
Arcade d'Arsinoé (IIIe siècle) est un évêque d'Arsinoé à Chypre ; fêté le 29 août.